# نورا فتحی
نورا فتحی (انگلیسی: Nora Fatehi؛ ‏ عربی: نورة فتحي؛ زادهٔ ۶ فوریهٔ ۱۹۹۲) مانکن، بازیگر و خواننده کانادایی است. بیشتر برای کارهایش در سینمای هند شناخته می‌شود. او در فیلم‌های بالیوود، تالیوود، تامیل و مالایالم بازی کرده‌است. نخستین نقش‌آفرینی وی در فیلم هندی غرش: ببرهای سونداربانس بود. او در سینمای تالیوود با اجرای ترانه‌های متن در فیلم‌هایی مانند هویت، آغاز باهوبالی و لگد ۲ محبوبیت یافت و در فیلم‌های مالایالم هدف دوگانه و کایام‌کولام کوچونی هم بازی کرد.
در سال ۲۰۱۵، او یکی از شرکت‌کنندگان در برنامه تلویزیونی واقع‌نما بیگ باس بود و در روز ۸۴ از دور رقابت کنار گذاشته شد. در سال ۲۰۱۶، او در برنامه رقص تلویزیونی واقع‌نما نگاه اجمالی شرکت کرد. او در فیلم بالیوودی حقیقت تنها پیروزی است و در نسخه بازسازی‌شدهٔ آهنگ دلبر بازی کرد که در ۲۴ ساعت اول انتشار آن، ۲۰ میلیون بازدید در یوتیوب داشت و آن را به اولین آهنگ هندی تبدیل کرد که به چنین تعداد بازدیدی در هند دست یافت. او همچنین با گروه هیپ هاپ مراکشی «فنایر» برای انتشار نسخهٔ عربی آهنگ دلبر همکاری کرد.
در سال ۲۰۱۹، او با رایوانی، نوازنده و ترانه‌سرای تانزانیایی همکاری کرد تا اولین آهنگ بین‌المللی انگلیسی خود به نام «پپتا» را منتشر کند. در اکتبر ۲۰۲۲، او برای حضور در ترانهٔ «آسمان را نورباران کن»، برای جام جهانی فوتبال ۲۰۲۲ در قطر انتخاب شد تا آن را با همکاری ردوان، مَـنال، بلقیس احمد فتحی و رحمه ریاض اجرا کند.

## اوایل زندگی
نورا فتحی تباری مراکشی دارد. او در کانادا به دنیا آمد و بزرگ شد و در رشته علوم سیاسی و مطالعات بین‌المللی تحصیل کرد. او دانش‌آموختهٔ دانشگاه یورک است. نورا در مصاحبه‌های خود گفته‌است که خود را «قلباً یک هندی» می‌داند.

## زندگی حرفه‌ای
نورا فتحی کار خود را با حضور در فیلم هندی غرش: ببرهای سونداربانس آغاز کرد. پس از آن در ترانهٔ «وقت هیجان است» در فیلم هویت به کارگردانی پوری جاگاناد ظاهر شد. او همچنین حضوری ویژه در فیلم آقای ایکس به کارگردانی ویکرام بات و در کنار عمران هاشمی و گورمیت چودهری داشت. کمی بعد او در ترانهٔ دلربا در فیلم آغاز باهوبالی و ترانهٔ «کوکوروکورو» در فیلم لگد ۲ نقش‌آفرینی نمود.
نورا در پایان ژوئن ۲۰۱۵، قراردادی برای حضور در فیلم تلوگوی شیر امضا کرد. او در اواخر اوت ۲۰۱۵، در فیلم ولگرد به کارگردانی پوری جاگاناد در نقش مقابل وارون تج بازی کرد. فعالیت هنری او در نوامبر همان سال با بازی در فیلم نفس ادامه یافت. در دسامبر ۲۰۱۵ او در فصل نهم بیگ باس حضور یافت و ۳ هفته در اقامتگاه مورد نظر ماند؛ تا آنکه در روز ۸۳ (هفتهٔ دوازدهم) از دور رقابت‌ها حذف شد. وی همچنین یکی از شرکت‌کنندگان برنامه رقص تلویزیونی نگاه اجمالی در سال ۲۰۱۶ بود. نورا در سال ۲۰۱۸ نقش اصلی فیلم ترانه جشن تولد من را در کنار سانجای سوری ایفا نمود.
نورا در فوریه ۲۰۱۹، به‌عنوان یک هنرمند انحصاری با شرکت ضبط تی-سریز قراردادی امضا کرد تا در فیلم‌ها، موزیک‌ویدیوها، سریال‌ها و فیلم‌های اینترنتی آتی آنان حضور داشته باشد. او سپس در فیلم رقصنده خیابانی سه‌بعدی (۲۰۲۰) ظاهر شد که در آن، برای نخستین بار در یک نقش مکمل بازی کرده بود. نورا در ۶ مارس ۲۰۲۱، اولین هنرمند زن آفریقایی-عرب تبار شد که با ترانهٔ دلبر از مرز یک میلیارد بازدید در یوتیوب گذشت. او در سال ۲۰۲۲ در مراسم اختتامیهٔ جام جهانی فوتبال در قطر به اجرای برنامه پرداخت.

## گزیدهٔ نقش‌آفرینی‌ها

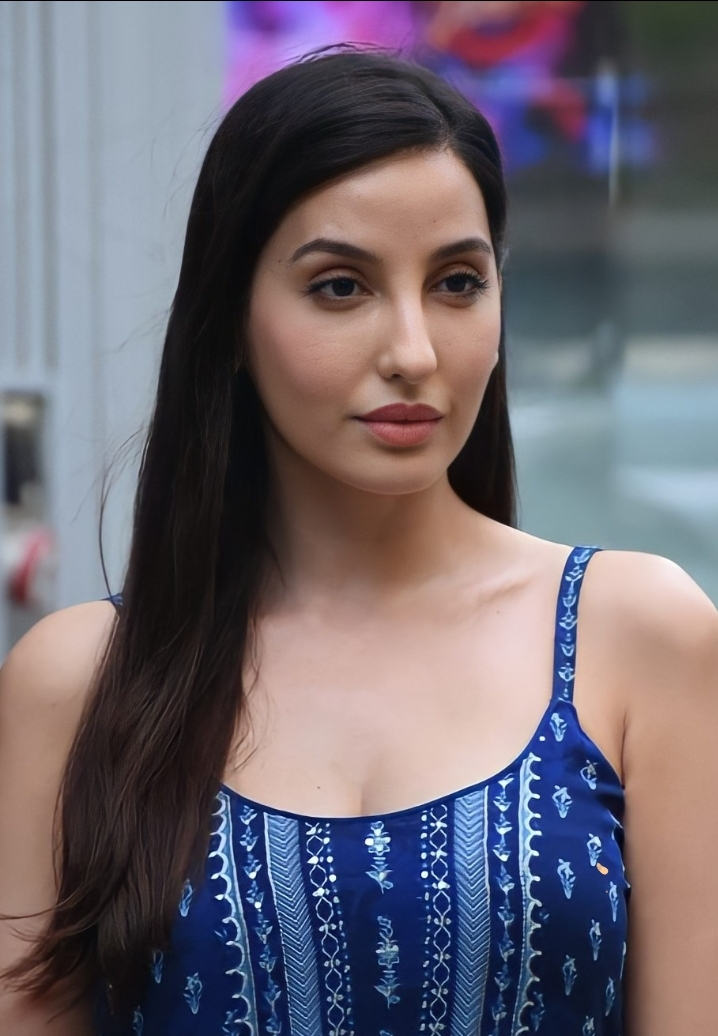
نورا فتحی، بیرونِ ساختمانِ شرکت تی-سریز در سال ۲۰۲۲

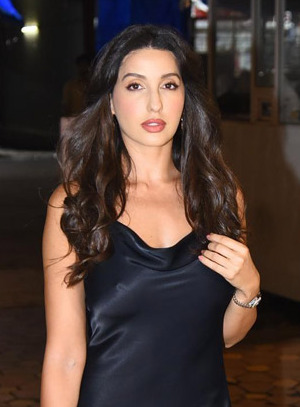
نورا فتحی در سال ۲۰۲۳

### سینما
| Films that have not yet been released | این علامت و رنگ زرد، نشان‌دهندهٔ فیلم‌هایی است که هنوز منتشر نشده‌اند. |

| سال  | عنوان                   | نقش            | زبان           | توضیح                                  |
| ---- | ----------------------- | -------------- | -------------- | -------------------------------------- |
| ۲۰۱۴ | غرش: ببرهای سونداربانس  | سی‌جـِی          | هندی           |                                        |
| ۲۰۱۵ | خانواده دیوانه کوکاد    | اِیمی           | هندی           |                                        |
| ۲۰۱۵ | هویت                    |                | تلوگو          | حضور ویژه در ترانهٔ «وقت هیجان است»     |
| ۲۰۱۵ | آقای ایکس               |                | هندی           | حضور ویژه در ترانهٔ «از ابتدا»          |
| ۲۰۱۵ | هدف دوگانه              |                | مالایالم       | حضور افتخاری                           |
| ۲۰۱۵ | آغاز باهوبالی           |                | تلوگو / تامیلی | حضور ویژه در ترانهٔ «دلربا»             |
| ۲۰۱۵ | لگد ۲                   |                | تلوگو          | حضور ویژه در ترانهٔ «لگد»               |
| ۲۰۱۵ | شیر                     |                | تلوگو          | حضور ویژه در ترانهٔ «نام من پینکی است»  |
| ۲۰۱۵ | ولگرد                   |                | تلوگو          | حضور ویژه در ترانهٔ «اینجا رو فشار بده» |
| ۲۰۱۶ | راکی خوش‌تیپ             |                | هندی           | حضور ویژه در ترانهٔ «مهمونی رو بترکون»  |
| ۲۰۱۶ | نفس / توژا              | نِمالی          | تلوگو / تامیلی | حضور ویژه در ترانهٔ «شمارهٔ در»          |
| ۲۰۱۸ | ترانه جشن تولد من       | سَـندی          | هندی           |                                        |
| ۲۰۱۸ | حقیقت تنها پیروزی است   |                | هندی           | حضور ویژه در ترانهٔ «دلبر»              |
| ۲۰۱۸ | زن                      |                | هندی           | حضور ویژه در ترانهٔ «کاماریا»           |
| ۲۰۱۸ | کایام‌کولام کوچونی       |                | مالایالم       | حضور ویژه در ترانهٔ «ناریتاگیتی‌کالینوم» |
| ۲۰۱۹ | بهارات                  | سوسن           | هندی           |                                        |
| ۲۰۱۹ | خانه بتلا               | هما / ویکتوریا | هندی           |                                        |
| ۲۰۱۹ | دارم می‌میرم             | در نقش خودش    | هندی           | حضور ویژه در ترانهٔ «یک جان کمتر»       |
| ۲۰۲۰ | رقصنده خیابانی سه‌بعدی   | نورا           | هندی           |                                        |
| ۲۰۲۱ | بوژ: غرور هند           | هینا رحمان     | هندی           |                                        |
| ۲۰۲۱ | حقیقت تنها پیروزی است ۲ | در نقش خودش    | هندی           | حضور ویژه در ترانهٔ «تقصیر توئه»        |
| ۲۰۲۲ | خدا را شکر              | در نقش خودش    | هندی           | حضور ویژه در ترانهٔ «عزیزم»             |
| ۲۰۲۲ | قهرمان اکشن             | در نقش خودش    | هندی           | حضور ویژه در ترانهٔ «از خود بی‌خود»      |
| ۲۰۲۳ | ۱۰۰٪                    | ن/م            | هندی           | در حال ساخت                            |
| ۲۰۲۳ | قطار سریع‌السیر مارگائو  | ن/م            | هندی           | ساختش به پایان رسید                    |
| ۲۰۲۴ | بابای رقصان             | ن/م            |                | ساختش به پایان رسید                    |
| ۲۰۲۴ | ماتکا                   | ن/م            | چندزبانه       | در حال ساخت                            |